# Ralf Bruelheide
Ralf Bruelheide (* 6. Oktober 1967 in Bielefeld) ist ein ehemaliger deutscher Handballspieler.

## Werdegang
Bruelheide begann seine Karriere beim TuS Jöllenbeck, wo er im Alter von 17 Jahren bereits in der ersten Mannschaft debütierte, die seinerzeit in der Verbandsliga spielte. Im Jahre 1985 wechselte der Rückraumspieler zum Bundesligisten TBV Lemgo, für den er zwei Jahre aktiv war. Danach folgte der Wechsel zum TuS Nettelstedt in die 2. Bundesliga Nord. Mit den Nettelstedtern gelang ihm im Jahre 1994 der Aufstieg in die Bundesliga. Mit über 1.000 Toren, davon 170 in der Aufstiegssaison, ist Bruelheide erfolgreichster Torschütze der Nettelstedter Vereinsgeschichte. Nach einem Außenbandriss erhielt Bruelheide allerdings keinen neuen Vertrag.
Bruelheide kehrte daraufhin nach Bielefeld zurück und schloss sich dem SC Bielefeld 04/26 an, der gerade in die Regionalliga West aufgestiegen war. Über den HC 93 Bad Salzuflen wechselte Bruelheide zur HSG Augustdorf/Hövelhof, mit der er im Jahre 2002 in die 2. Bundesliga aufstieg. Mitte der 2000er Jahre kehrte er in seine Heimat zum TuS 97 Bielefeld-Jöllenbeck, einer Fusion der Handballabteilungen des TuS Jöllenbeck und des SC Bielefeld 04/26. Bruelheide stieg mit den Jöllenbeckern im Jahre 2006 in die Oberliga Westfalen auf und wurde in der folgenden Saison Torschützenkönig der Liga. Am 20. Dezember 2010 gab er sein Abschiedsspiel in Jöllenbeck. Im Januar 2012 gab Bruelheide sein Comeback und half dem Landesligisten HSG Löhne/Obernbeck im Abstiegskampf.
Ralf Bruelheide arbeitet als Physiotherapeut und Heilpraktiker und betreibt mit einer Geschäftspartnerin eine Praxis für Physiotherapie in Leopoldshöhe. Er ist verheiratet und hat drei Söhne.

## Erfolge
- Aufstieg in die Bundesliga 1994 mit dem TuS Nettelstedt
- Aufstieg in die 2. Bundesliga 2002 mit der HSG Augustdorf/Hövelhof
- Aufstieg in die Oberliga Westfalen 2006 mit dem TuS 97 Bielefeld-Jöllenbeck
- Torschützenkönig der Oberliga Westfalen 2006/07